# Gabinet Jamesa Buchanana
Gabinet Jamesa Buchanana – został powołany i zaprzysiężony w 1857.

## Skład
| Departament/Funkcja | Zdjęcie | Imię i nazwisko       | Kadencja  |
| ------------------- | ------- | --------------------- | --------- |
| Prezydent           |         | James Buchanan        | 1857-1861 |
| Wiceprezydent       |         | John C. Breckinridge  | 1857-1861 |
| Sekretarz stanu     |         | Lewis Cass            | 1857–1860 |
|                     |         | Jeremiah S. Black     | 1860–1861 |
| Skarb               |         | Howell Cobb           | 1857–1860 |
|                     |         | Philip Francis Thomas | 1860–1861 |
|                     |         | John Adams Dix        | 1861      |
| Wojna               |         | John B. Floyd         | 1857–1860 |
|                     |         | Joseph Holt           | 1860-1861 |
| Sprawiedliwość      |         | Jeremiah S. Black     | 1857-1860 |
|                     |         | Edwin M. Stanton      | 1860-1861 |
| Poczta              |         | Aaron V. Brown        | 1857–1859 |
|                     |         | Joseph Holt           | 1859-1860 |
|                     |         | Horatio King          | 1861      |
| Marynarka wojenna   |         | Isaac Toucey          | 1857-1861 |
| Zasoby wewnętrzne   |         | Jacob Thompson        | 1857-1861 |